# Degeberga församling
Degeberga församling var en församling i Villands och Gärds kontrakt i Lunds stift. Församlingen låg i Kristianstads kommun i Skåne län och utgjorde ett eget pastorat. Församlingen uppgick 2014 i Degeberga-Everöds församling.

## Administrativ historik
Församlingen har medeltida ursprung.
Församlingen utgjorde tidigt ett eget pastorat för att från omkring 1500 till 1952 vara annexförsamling i pastoratet Vittskövle och Degeberga. Från 1952 till 2010 var den moderförsamling i pastoratet Degeberga och Vittskövle som från 1962 även omfattade församlingarna Maglehem, Hörröd och Huaröd. Församlingen införlivade 2010 Huaröds, Hörröds, Maglehems och Vittskövle församlingar och utgjorde därefter till 2014 ett eget pastorat. Församlingen uppgick 2014 i Degeberga-Everöds församling.

## Kyrkor
- Degeberga kyrka
- Huaröds kyrka
- Hörröds kyrka
- Maglehems kyrka
- Vittskövle kyrka